# ジャンボーX
『ジャンボーX』（ジャンボーエックス）とは、円谷プロダクションが1973年に制作した特撮テレビドラマ『ジャンボーグA』の企画段階の作品。漫画家中城けんたろうによりコミカライズされ、1970年に小学館の学年誌で8か月ほど連載された。

## 連載
小学館学年誌『小学一年生』1970年4月号より同年11月号まで、8ヵ月にわたって連載された。翌12月号より突如『ジャンボーグA』とタイトルと内容を改められ、翌71年3月号まで連載された。この連載に先立ち、執筆した中城けんたろうは、同じ「小学一年生」誌上で、前年の1969年9月号から70年4月号まで、同じく円谷プロの企画による『ミラーマン』を、テレビ放映作品とは異なるデザインで連載している。ちなみに両作品とも、誌上連載からテレビ放送開始まで、それぞれ約3年を要している。

## 設定
変身前の主人公の少年まもるくんは、「ウルトラセブンの弟」という設定であった（ただし、翌1971年4月放映開始された『帰ってきたウルトラマン』を連載していた小学館「小学二年生」編集部により初めて設定・掲載され、のち本家円谷プロでも採用された「ウルトラ兄弟」の設定との連続性はない、と考えられる）。そのため、この巨大ヒーローは、ウルトラセブン同様、宇宙人であると推定される。その後、企画が『ジャンボーグA』と改題・変更され、操縦式巨大ロボットへと設定が変更された。

### 連載第1回の内容
見開きの題字には、本放送終了後も高い人気を維持していた、ウルトラセブンの勇姿。主人公のまもるくんは、豪華客船の舳先に立っている。突如現れた、海獣ゲスラ（テレビシリーズ『ウルトラマン』第6話に登場）に襲われ、無人島に漂着、同じく『ウルトラマン』に登場した怪獣ピグモンに助けられる。その後、島に上陸したゲスラを、飛来したウルトラセブンが退治、まもるくんを背中に乗せ、飛び去っていくというストーリー。結局、第一話には、変身後のジャンボーXは現れない。

## デザイン
頭部にウルトラセブンと同様のクレスト（とさか）があり、ジャングラーと呼ばれ、アルファベットの「J」を横に倒したような形状である。セブンのアイスラッガー同様、ブーメランのように飛ばす描写がある（対ジャミラ戦）。目は半月型のサングラス形状。カットによっては鼻筋の逆三角形部分に一体となってつながるものもある。
赤・銀の2色を基調にした、ウルトラマン、ウルトラセブンとは異なり、白（もしくは銀）をベースにしつつ、赤、青（ないし水色）、黒、緑、黄色（金）、肌色などで全身を彩る、カラフルな容姿を呈している。のちの平成シリーズの、赤・青両色を持つ新しいウルトラマンのデザインを25年も先取りする形となった。また、その名が示すように、顔面、胸部、ベルトバックル部、大腿部など各所に、アルファベットの「X」の意匠を有する。
ただし、あくまで短期間の小学校低学年向けの雑誌連載用作画に留まり、テレビ放送に至らなかったこともあり、連載中、カラーリング・形状とも細部においてデザイン設定は一定しなかった。

## 関連商品
テレビでの放送が始まる前の企画段階で、プロトタイプのデザインによって漫画が連載された『ミラーマン』同様、玩具メーカー、ブルマァクにより、複数サイズのジャンボーXソフトビニール玩具が発売された。同社より発売された、ウルトラシリーズの怪獣ソフビシリーズの商品チラシに、商品化されたジャンボーX人形の写真が確認できる。